# Нижняя Паниха
Нижняя Паниха — река в России, протекает главным образом в Красновишерском районе Пермского края. Устье реки находится в 280 км по правому берегу реки Вишера. Длина реки составляет 18 км.
Исток реки на восточных склонах хребта Берёзовский Камень (Северный Урал) в 16 км к северо-западу от посёлка Велс. Исток находится в Чердынском районе, большая часть течения в Красновишерском. Река течёт на юго-восток, всё течение проходит по ненаселённой местности, среди холмов, покрытых елово-пихтовой тайгой. Течение — быстрое, характер течения — горный. Впадает в Вишеру в 6 км к северо-востоку от посёлка Велс.

## Данные водного реестра
По данным государственного водного реестра России относится к Камскому бассейновому округу, водохозяйственный участок реки — Кама от водомерного поста у села Бондюг до города Березники, речной подбассейн реки — бассейны притоков Камы до впадения Белой. Речной бассейн реки — Кама.
По данным геоинформационной системы водохозяйственного районирования территории РФ, подготовленной Федеральным агентством водных ресурсов:
- Код водного объекта в государственном водном реестре — 10010100212111100004280
- Код по гидрологической изученности (ГИ) — 111100428
- Код бассейна — 10.01.01.002
- Номер тома по ГИ — 11
- Выпуск по ГИ — 1